# Gustaf Westerling
Gustaf Erik Westerling (före äktenskapet Almberg), född 2 april 1774, död 6 april 1852 i Stockholm, var en svensk tecknare, målare, teckningslärare och konduktör. 
Han var från 1798 gift med Christina Lovisa Westerling och far till Erik Westerling. Han studerade vid Konstakademien i Stockholm och var efter studierna verksam som teckningslärare och konduktör för Gustaf III:s antiksamling på slottet. Han ansökte 1823 hos Hovkanslerämbetet om tillstånd till etableringen av konst och bokhandel i Stockholm. Hans konst består av landskapsskildringar utförda i akvarell eller teckning. Westerling är representerad vid Uppsala universitetsbibliotek och Nationalmuseum